# Natalie Fleet
Pour les articles homonymes, voir Fleet.
Natalie Fleet, née en 1984, est une personnalité politique britannique du Parti travailliste. Elle est députée pour Bolsover depuis 2024.

## Biographie

### Jeunesse et carrière
Natalie Fleet naît en 1984 et grandit dans le district d'Ashfield dans le Nottinghamshire. Sa mère est ouvrière d'usine et son père et d'autres membres de sa famille sont des mineurs de charbon.
Enfant, elle bénéficie de repas scolaires gratuits et se retrouve sans domicile fixe. Elle quitte l'école à 16 ans après être tombée enceinte, et commence un cursus universitaire au début de la vingtaine avant d'abandonner.
Elle travaille dans le secteur associatif avant de travailler pour des syndicats, notamment le syndicat de l'éducation nationale. 

### Carrière politique
Natalie Fleet rejoint le parti travailliste à l'adolescence.
Elle est la candidate travailliste pour la circonscription d'Ashfield lors des élections générales de 2019, terminant à la troisième place dans le siège que les travaillistes avaient remporté en 2017. Elle reçoit des menaces et son bureau de campagne est vandalisé pendant la campagne électorale et elle choisit de ne pas se représenter pour des raisons de sécurité.
Elle est élue première femme députée de Bolsover lors des élections générales de 2024, battant le conservateur sortant Mark Fletcher,. Elle n'avait pas réussi à remporter la première sélection de candidats du parti travailliste de Bolsover, mais elle a remporté la sélection suivante à la suite de la démission du candidat gagnant.

### Vie personnelle
Natalie Fleet est mariée et a quatre enfants. Après son élection en tant que députée en 2024, elle a déclaré dans une interview sur GB News - réalisée par son amie, l'ancienne députée d'Ashfield Gloria De Piero - qu'elle avait été sollicitée à l'âge de 15 ans par un homme plus âgé, avec lequel elle a eu des relations sexuelles (détournement de mineur), et qu'elle est ensuite tombée enceinte de sa première fille.
Elle déclare vouloir être la voix d'autres femmes victimes de manipulation psychologique et de violence sexuelle,.